# جفاف الصومال 2017

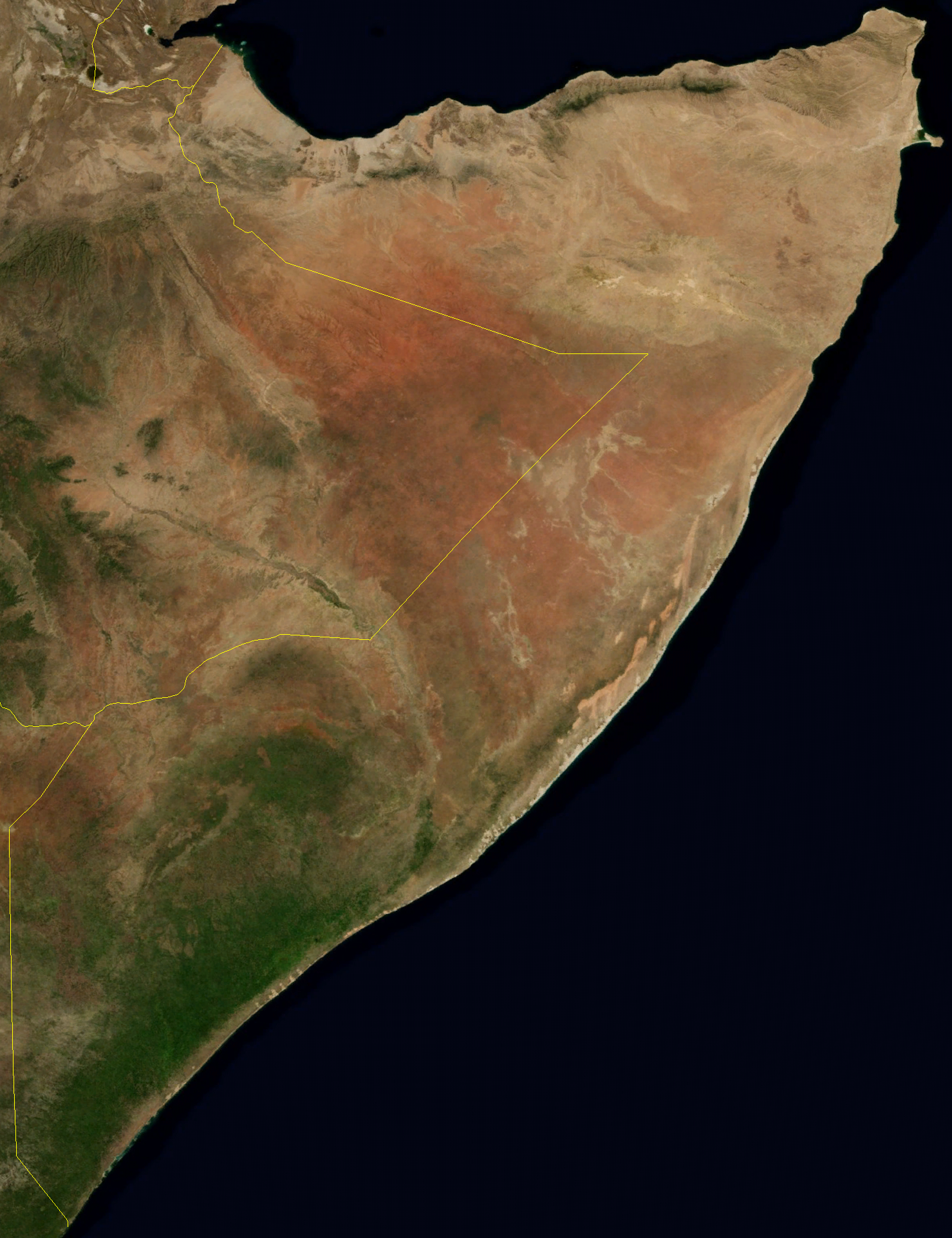

جفاف الصومال هو موجة جفاف ضربت الصومال اعتبارا من شهر فبراير 2017، أثر الجفاف على أكثر من 6 ملايين شخص أو نصف سكان البلاد، أثر الجفاف في حدوث نقصًا حادًا في المواد الغذائية مع شُح إمدادات المياه الصالحة للشرب، وأصبحت المياه غير صالحة للشرب.

## الأسباب
السبب الرئيسي لحالة الجفاف التي ضربة الصومال وما أدى من تبعات أعقبها هو عدم الاستقرار والصراع الذي تعانيه البلاد، وبالإضافة لتغير المناخ والأحوال الجوية الشديدة التي لعبت دورًا مهمًا في حدوث الجفاف، وتشير التقارير إلى أن الظاهرة المناخية إل نينيو قد كانت أحد أسباب الجفاف.

## الحالة الإنسانية
في يوم 4 مارس 2017 أعلن رئيس الوزراء الصومالي حسن علي خيري أن 110 شخصًا على الأقل لقوا حتفهم نتيجة الجوع والإسهال في منطقة باي الصومالية.

## الاستجابة
في 2 فبراير 2017 حذر مسؤول رفيع في الأمم المتحدة في الصومال من مجاعة في بعض أسوأ المناطق المتضررة من الجفاف، وذكر أيضًا أن إغفال الاستجابة الفورية لمعالجة الجفاف سيكلف حياة آلاف الأشخاص، مما يدمر سبل كسب العيش، ويمكن أن تقوض السعي من المبادرات الرئيسية لإعادة بناء الدولة وبناء السلام. أشار ريتشارد ترنشارد ممثل الأمم المتحدة في الصومال أن الوضع في كثير من المناطق الريفية وخاصة خليج بونتلاند بدأت تبدو مثيرة للقلق، مثل ما كانت عليه المجاعة في الفترة بين عام 2010 وعام 2011.
أشار استير نغومبي الباحث في قسم الحشرات وأمراض النباتات في جامعة أوبورن في ألاباما إلى أن القرن الأفريقي في دورات متكررة من الجفاف وأزمات الجوع، وينبغي أن تكون الاستجابة متكاملة مع التكامل والتنسيق الاستراتيجي بين الحكومات والمنظمات غير الحكومية. في يوم 28 فبراير عام 2017 أعلن الرئيس الصومالي محمد عبد الله محمد أن الجفاف كارثة وطنية حلت بالبلاد.